# Toyota F1

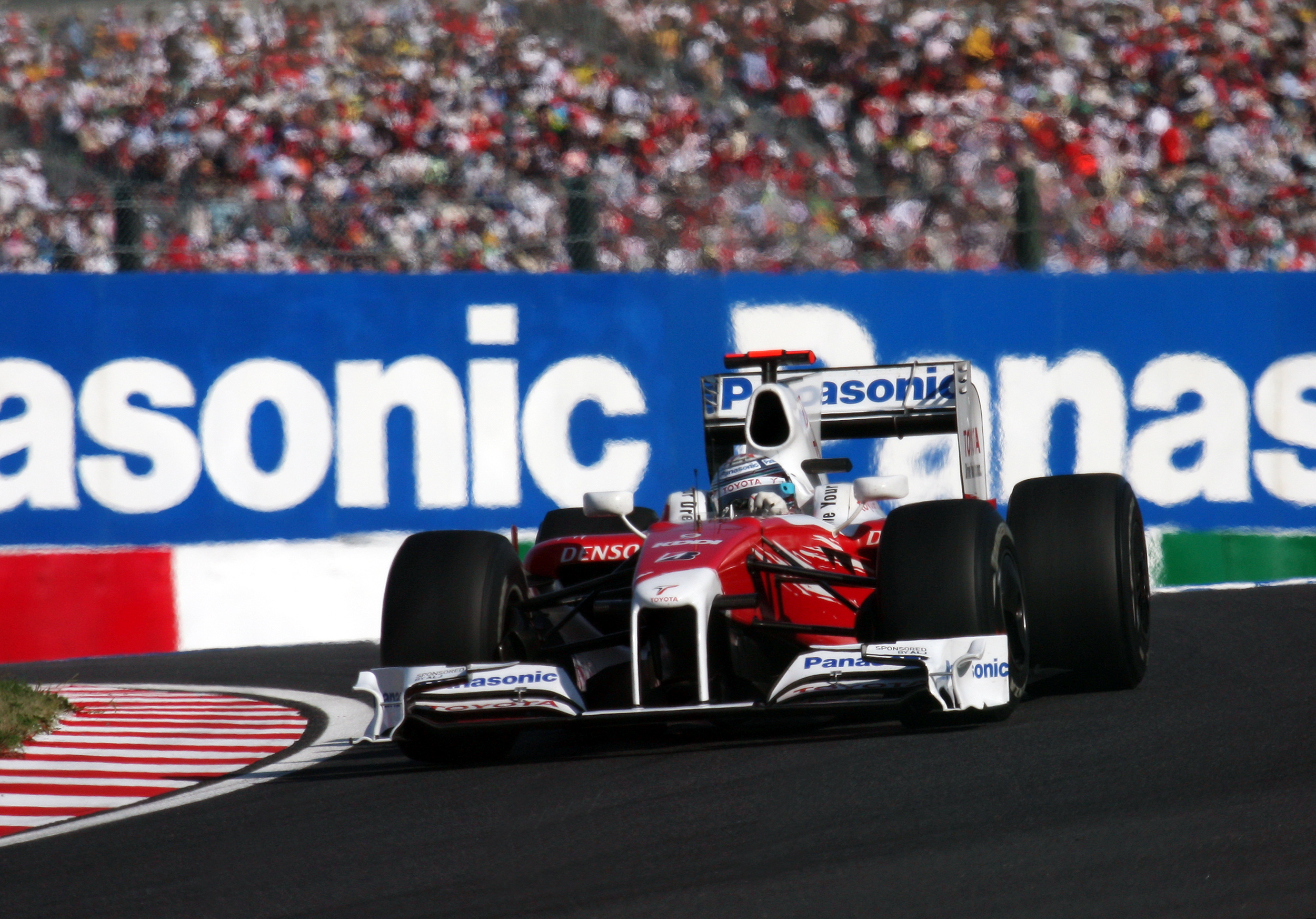
Trulli, l'any 2009

Panasonic Toyota Racing era el nom de l'equip amb el qual la multinacional japonesa Toyota va competir entre la temporada 2002 de Fórmula 1 i la de 2009. La base de l'equip estava a les instal·lacions del Toyota Team Europe (TTE) a Colònia (Alemanya).
El 2004, el dissenyador Mike Gascoyne va ser contractat per l'equip. Toyota va finalitzar la temporada 2004 de Fórmula 1 amb Jarno Trulli i Ricardo Zonta com a pilots titulars. El brasiler Cristiano da Matta va ser desposseït de la butaca titular que ocupava en iniciar la temporada, en no estar a l'altura de les expectatives.
Per a la temporada 2005, l'equip va presentar una alineació composta per Ralf Schumacher i Jarno Trulli. En aquesta temporada l'equip va obtenir 88 punts, 5 pòdiums i 2 Pole Positions, ocupant el 4t lloc a la conclusió del campionat.
Després de tres anys amb la marca francesa de pneumàtics Michelin i amb la millor posició de l'equip l'any 2005, l'equip decideix usar per a les següents temporades els pneumàtics de l'empresa japonesa Bridgestone.
El 2006, Gascoyne va ser acomiadat, i l'equip va tenir uns resultats discrets. En finalitzar la temporada 2007, l'escuderia japonesa va decidir finalitzar el contracte amb Schumacher després de tres anys. Així, Trulli esdevingué el primer pilot per a 2008 i Timo Glock ocupà el segon seient de l'equip, després d'haver autoritzat el seu contracte.

## Llista de pilots
En aquesta llista s'hi troben tots els pilots oficials que ha tingut l'equip Toyota:
- Mika Salo
- Allan McNish
- Cristiano da Matta
- Olivier Panis
- Ricardo Zonta
- Jarno Trulli
- Ralf Schumacher
- Timo Glock

## Galeria d'imatges

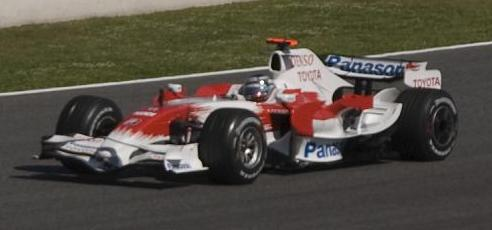
Jarno Trulli a Montmeló l'any 2008
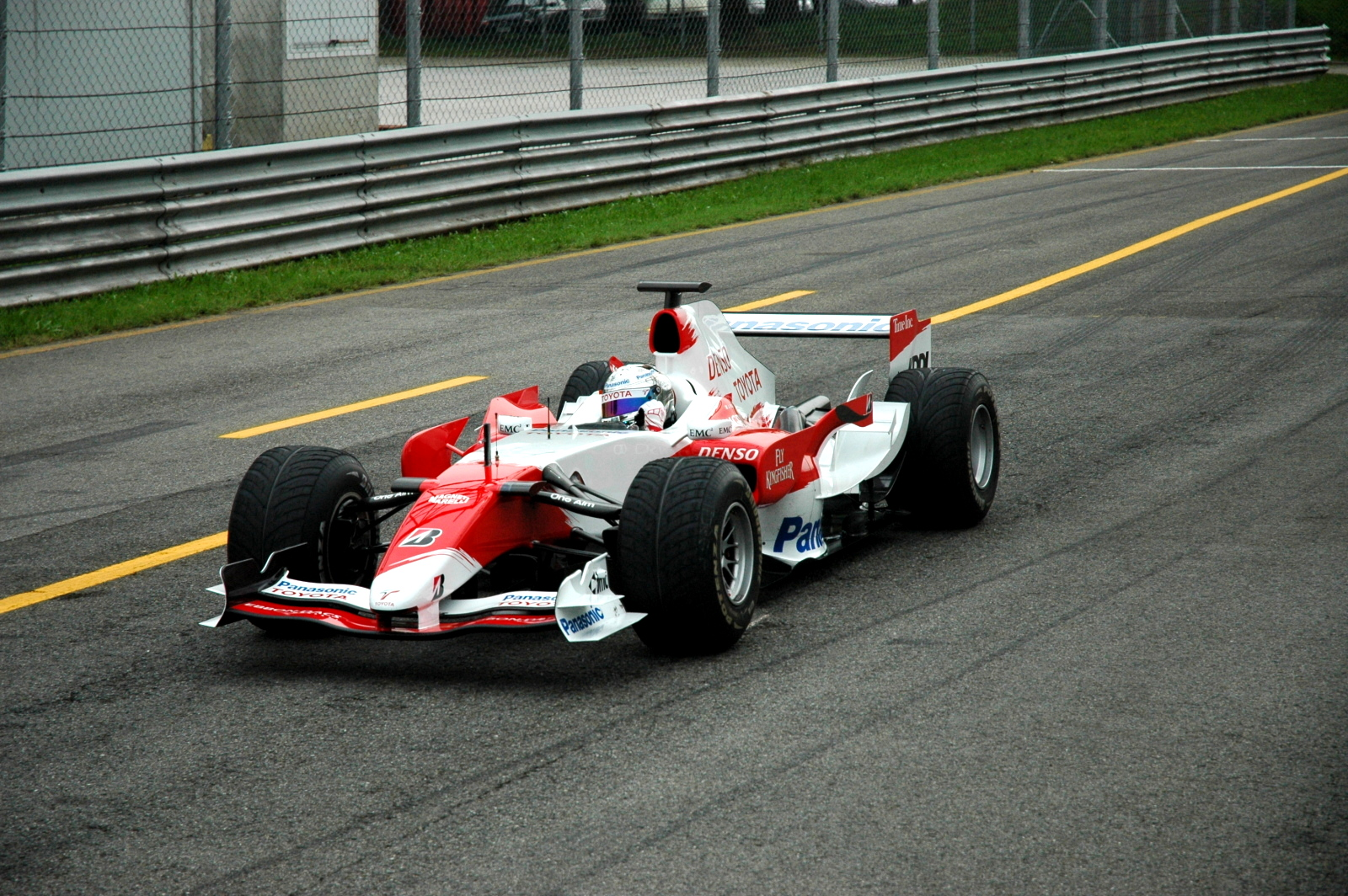
Jarno Trulli durant els testos a Monza l'any 2007
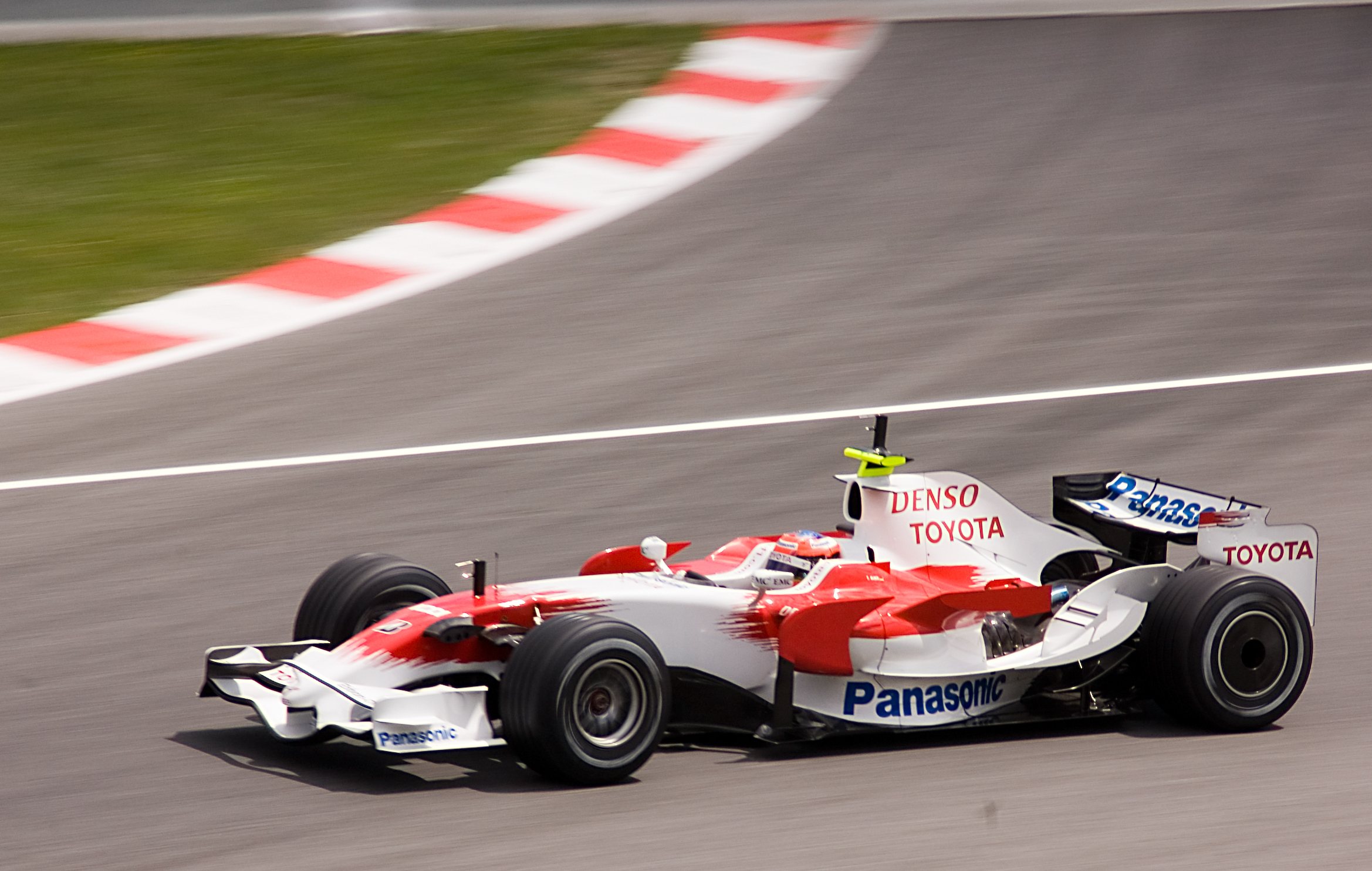
Timo Glock provant el monoplaça al Circuit de Catalunya (2008)
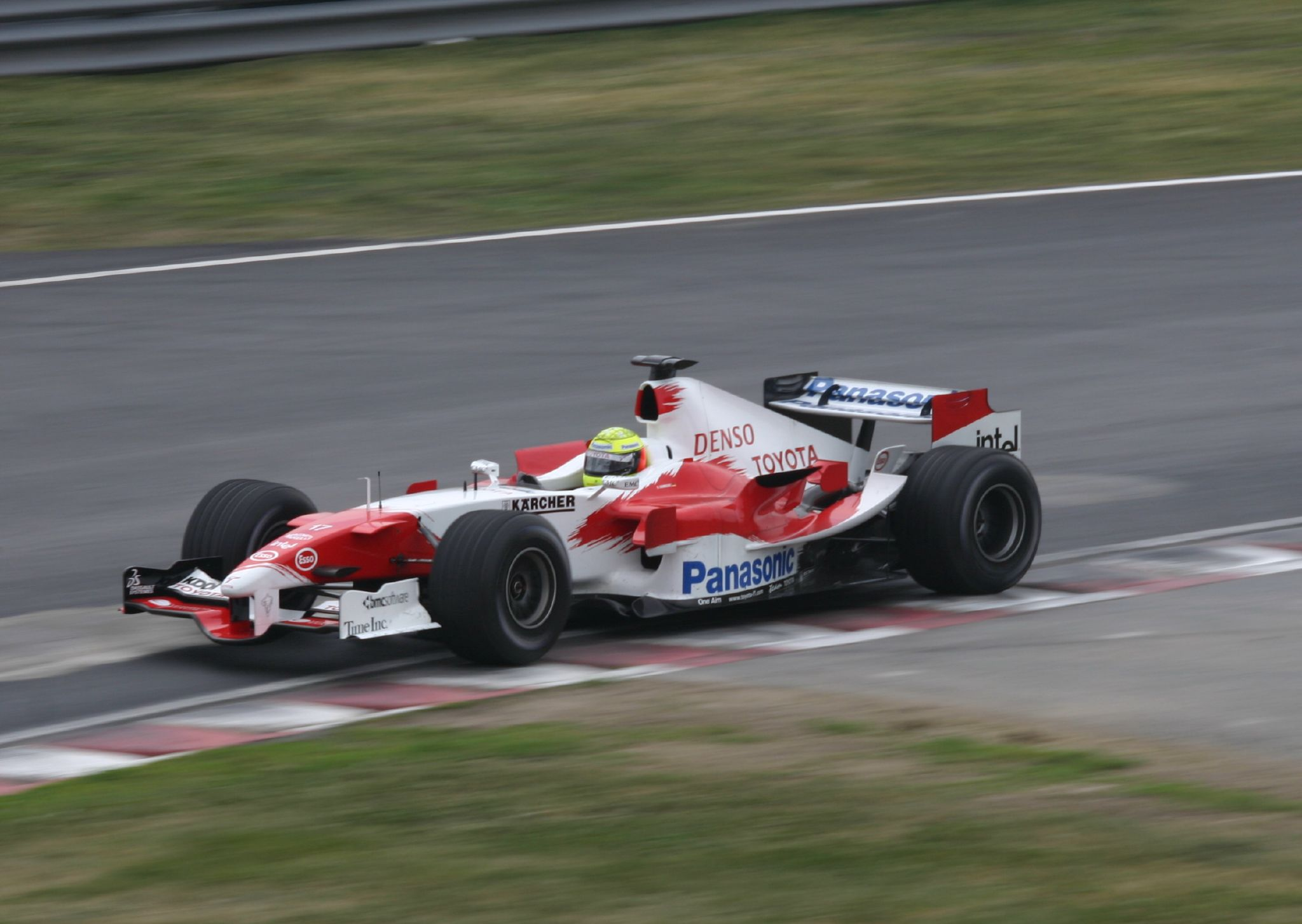
Ralf Schumacher al Circuit de Montreal (2005)